# Lissonotus fallax
Lissonotus fallax är en skalbaggsart som beskrevs av Bates 1870. Lissonotus fallax ingår i släktet Lissonotus och familjen långhorningar. Inga underarter finns listade i Catalogue of Life.